# Broxted
Broxted is een civil parish in het bestuurlijke gebied Uttlesford, in het Engelse graafschap Essex met 508 inwoners.

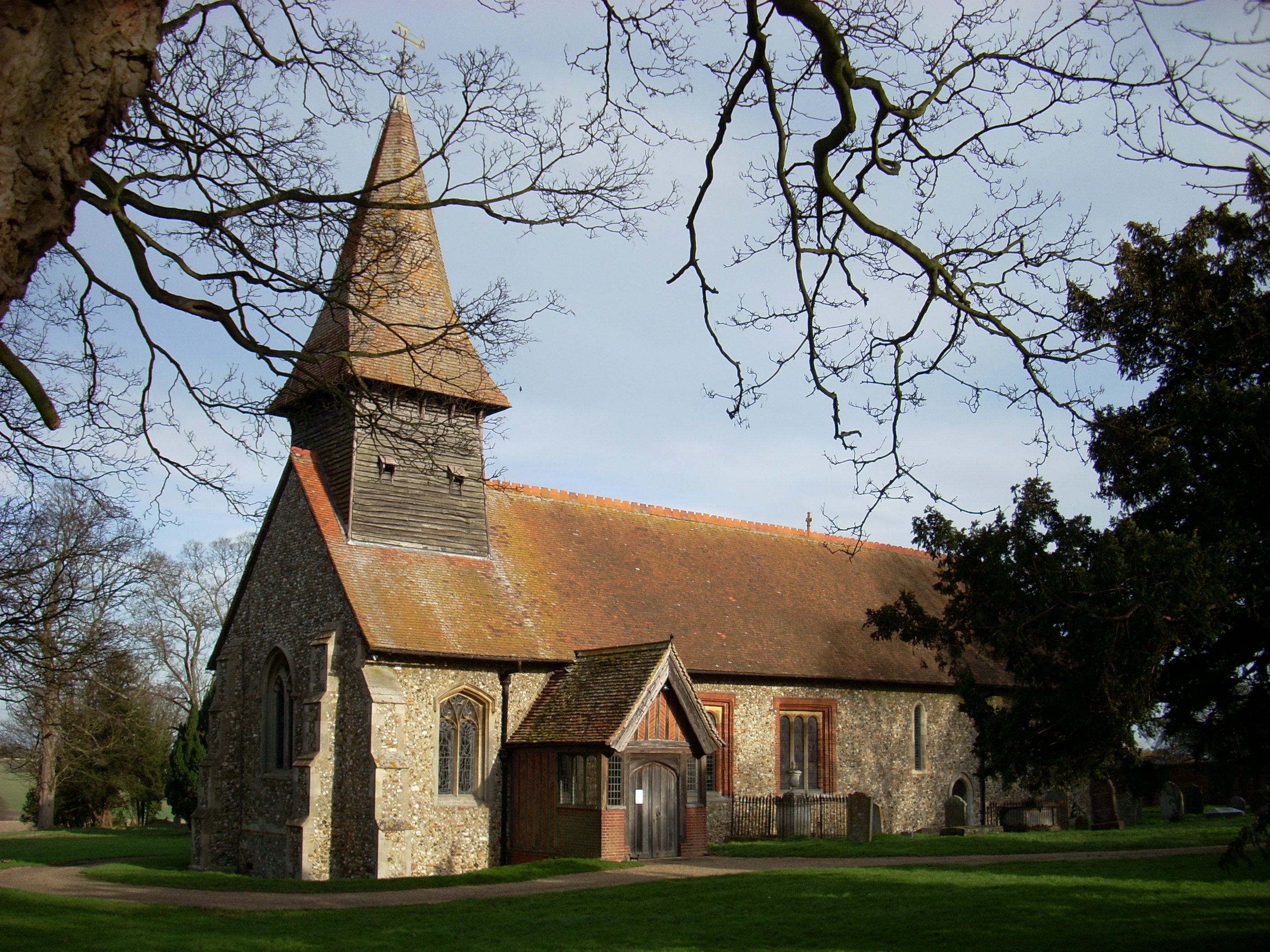